# Chouardia
Chouardia é um género com duas espécies de plantas com flores pertencente à família Asparagaceae.
É originário ds Bálcãs.
O género foi separado de Scilla.

## Espécies
- Chouardia lakusicii (Šilić) Speta
- Chouardia litardierei	(Breistr.) Speta